# Chiesa di Santa Maria Purificata
La chiesa di Santa Maria Purificata è una chiesa situata a Offanengo, in provincia di Cremona e diocesi di Crema; fa parte della zona pastorale nord.

## L'esterno
Fondata nella prima metà del XVIII secolo, la chiesa di Santa Maria Purificata è l'imponente luogo religioso situato nel centro di Offanengo, Piazza Patrini. Il suo campanile è alto oltre 50 metri. La chiesa è costruita in stile moderno.

## L'interno
Il suo interno è caratterizzato da colori per lo più spenti: verde oliva, rosa-marrone e giallo chiaro. Alle sue pareti sono appesi i quadri raffiguranti la Via Crucis. Un gigantesco altare domina la chiesa, e sopra di esso, il grande organo.